# Association d'échecs du Ghana
L'Association d'échecs du Ghana (en anglais : Ghana Chess Association) est l'organisme qui a pour but de promouvoir la pratique des échecs au Ghana.
Affiliée à la Fédération internationale des échecs depuis 1984, la Ghana Chess Association est également membre de l'Association internationale des échecs francophones.